# Буерак (группа)
«Буерак» — российская инди-рок-группа, основанная Артёмом Черепановым и Александром Макеевым в Новосибирске в 2014 году. 

## История
Группа начала обретать популярность после выпуска таких синглов как «Пролетариат» (2015) и «Корни» (2015).
По версии журнала «Афиша», «Буерак» является одним из главных коллективов так называемой «новой русской волны». Также критики и сами музыканты неоднократно отмечали влияние на творчество «Буерака» советской рок-музыки 1980-х.
В середине 2017 года группа со скандалом разорвала отношения с тур-менеджером Степаном Казарьяном. Причиной стали финансовые разногласия.
Группа живёт и работает в Новосибирске. 

## Дискография
На основании информации онлайн-сервиса Bandcamp и базы данных Discogs.

### Студийные альбомы
- 2016 — Танцы По Расчёту
- 2017 — Скромные Апартаменты
- 2018 — Репост Модерн[8]
- 2019 — Шоу-бизнес[9]
- 2020 — Компактные откровения[10]
- 2021 — Танцы По Расчёту 2
- 2022 — Музей устаревшего искусства
- 2023 — Ожидание/Реальность

### Мини-альбомы
- 2014 — Преступность / Крестьянство
- 2015 — Пролетариат (также издан на компакт-кассете)[11]
- 2015 — Корни (также издан на компакт-кассете)[12]
- 2019 — Готика
- 2019 — Китайский Квартал
- 2020 — Среди них ты
- 2020 — Не станет хитом
- 2022 — Акустика
- 2023 — Некролог
- 2024 — Провинциальный неформал
- 2024 — Отпуск без конца

### Синглы
- 2014 — Портреты
- 2014 — Спортивные Очки
- 2014 — Полны любви
- 2015 — Двойник
- 2015 — Формы
- 2015 — Зимние песни
- 2016 — Страсть к курению [13]
- 2016 — Влюбленный Альфонс
- 2017 — Усталость от безделья
- 2017 — Летние дворы
- 2018 — Друг
- 2018 — Собутыльник
- 2018 — Бесплатный вход
- 2019 — Культ тела
- 2019 — Дурачок
- 2019 — Сотка (В кармане зимней куртки)
- 2019 — Боль
- 2019 — SEND NUDES
- 2020 — Лузер блюз
- 2021 — На старых сидениях кинотеатра 2
- 2021 — Ушёл в себя
- 2021 — Там где ты
- 2021 — Не вижу её
- 2022 — Бесконтактное общение
- 2022 — Спортивные очки 2
- 2022 — Пульс Стучит
- 2023 — Sigma
- 2023 — Бармен
- 2023 — Ужин с вампиром
- 2024 — Ложь
- 2024 — Отпуск без конца

## Клипы
- 2016 — Шаги
- 2016 — Страсть к курению
- 2017 — Усталость от безделья
- 2017 — Упал
- 2017 — Летние дворы
- 2017 — Твоя фигура
- 2018 — Я люблю людей лишь в фильмах
- 2018 — Тупой
- 2018 — Нет любви
- 2019 — На старых сидениях кинотеатра
- 2019 — Дурачок
- 2020 — Изоляция в квартире
- 2020 — Грустно с тобой
- 2021 — Короткий роман
- 2021 — Ушёл в себя